# PINKFOX
PinkFox（ピンクフォックス）は、愛知県みよし市を中心に活動するアイドルグループ。

## 概要
みよし商工会によって地域の活性化と市の魅力や特産品のPR等、広く発信することを目的として結成された地域密着型ユニットで、2013年（平成25年）6月に結成。同年11月にデビュー、オリジナルの楽曲とダンス、カバー曲などにてイベント等に出演。 
活動拠点はアイ・モール三好、みよし市内の地域イベントなど。ライブハウスにも出演。 
2016年（平成28年）12月18日のラストライブをもって活動を終了。 

## 名称
公募で決定し、ピンクはみよし市の花“さつき”のピンク色より、フォックスはみよし市にある三好稲荷閣のキツネより命名された。 

## メンバー
- のん

誕生日：12月14日　担当カラー　レッド  ラストライブにてPINKFOXを卒業。 2016年3月からsolasoundとしても活動開始
- 結羽

誕生日：08月18日 担当カラー　イエロー ラストライブにてPINKFOXを卒業。その後、ライブ配信アプリをメインに活動開始
- みかん

誕生日：04月09日 担当カラー　オレンジ ラストライブにてPINKFOXを卒業。
- 山路　のえ

誕生日：05月24日 担当カラー　パープル ラストライブにてPINKFOXを卒業。 2017年1月からLink Toneとしてクラシック音楽の活動開始
- ゆい

誕生日：01月01日 担当カラー　ピンク ラストライブにてPINKFOXを卒業。
上記5名（最終メンバー）がラストライブの活動をもって卒業。 
- ひびき

誕生日：09月01日 担当カラー　ホワイト　2016年08月28日卒業。 2016年　2016年3月からsolasoundとしても活動開始
- あかり

誕生日：不明　
- 千鶴

誕生日：06月14日　2016年7月14日脱退
- エミカ

誕生日：12月15日 2015年11月1日卒業
- 紗綾

誕生日：12月30日 2015年11月1日卒業
- RIKO

誕生日：9月26日
- 新井ゆか

誕生日:6月24日 2016年3月21日卒業
- 麻丘ゆり

誕生日:10月20日 2014年8月2日活動を辞退

## 楽曲
- good morning sun shine 　　作詞/作曲　TSUBASA　サウンドプロデュース　(株)ARTSOUND
- 肉食女子 　　作詞/作曲　TSUBASA 　　サウンドプロデュース　(株)ARTSOUND
- 思い出キラリ 　　作詞/LOVE PALETTE　作曲/多田慎也 　　サウンドプロデュース　(株)ARTSOUND
- 閃光ハナビ　　作詞/多田慎也　作曲/HOMARE　　　サウンドプロデュース　(株)ARTSOUND

平成28年6月発表 
- モノクローム 　　作詞/作曲　情報不足により不明
- Find the way ~lt's gonna bi alright~ 　　作詞/作曲　宮原清竹　編曲/Kiyohito

## 参考資料
- Facebook みよし商工会　ピンクフォックス
- 公式オフィシャルサイト　ピンクフォックス